# نصر دوجان

نصر دوجان سيارة معدلة عن السيارة الإيطالية الشهيرة فيات 131 وتم تصنيعها في تركيا في مصانع شركة توفاس، وبدء تجميعها في مصر في مصانع شركة النصر لصناعة السيارات.

## مواصفات السيارة
- المحرك: 1600 cc
- القدرة: 96 bhb

تم إنتاج السيارة دوجان سنه 1990م، واستمر إنتاجها إلى سنه1997م. والفرق بين السيارة دوجان والسيارة شاهين.
هو ان السيارة دوجان تاتي بماتور ١٦٠٠ فقط ماتور تمبرا و٢ زجاج امامي كهرباء وتاتي أيضا بي تكيف وباور وتجميع النصر لصناعه السيارات اما السيارة شاهين منها ١٦٠٠ و١٣٠٠ و١٤٠٠ ومجمعه أيضا في مصر بواسطه شركه النصر لصناعه السيارات.